# BG Donau-Ries

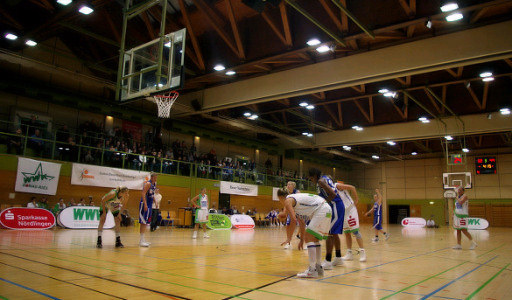
Hermann-Keßler-Halle

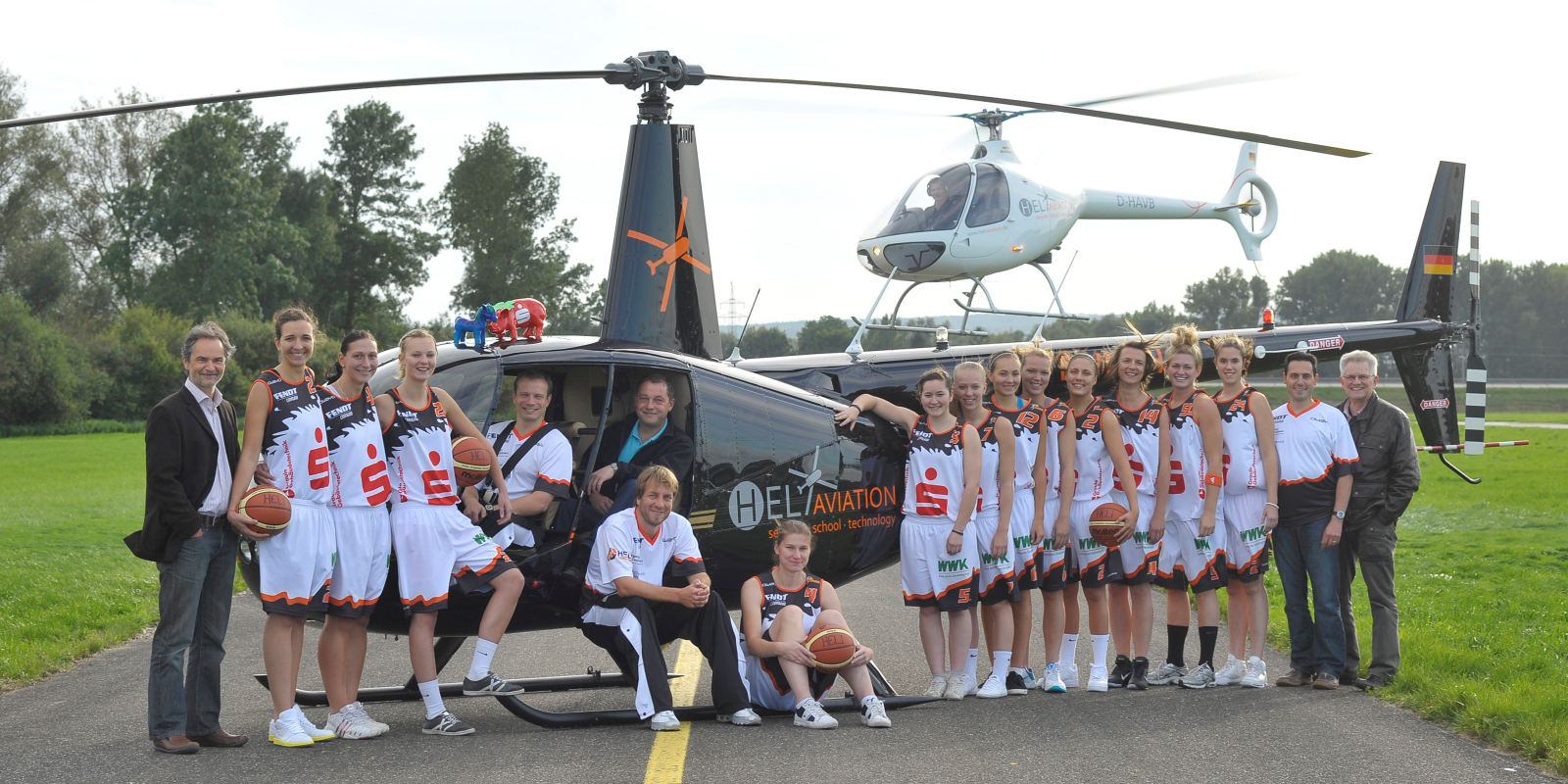
HELI Donau-Ries Mannschaftsfoto 2010/2011

Die BG Donau-Ries ist ein Damen-Basketballverein aus Nördlingen, der in der 1. Bundesliga spielt. Er entstand aus der 1. Damenmannschaft des TSV Nördlingen. Seit 2016 trägt das Team die Bezeichnung ANGELS.

## Geschichte
Nach dem Aufstieg in die DBBL im Jahr 2008 engagierte der Verein einige etablierte Spielerinnen. So wechselte die aus Nördlingen stammende Nationalspielerin Alexandra Müller vom amtierenden Deutschen Meister und Ligakonkurrenten TSV 1880 Wasserburg zum neu gegründeten Verein. Auch Nationalspielerin Annika Danckert und Corry Berger und Dorothea Richter schlossen sich dem Verein an.
In der Saison 2008/2009 belegte die Mannschaft Platz 5 in der ersten Liga. In den Saisons 2009/2010 und 2010/2011 konnte sich das Team für das TOP4 (die Endrunde des Deutschen Pokalwettbewerbes) qualifizieren. In der Saison 2011/12 hatte Coach Holesovsky um die ausländischen Spielerinnen Amanda Rego (USA), Morgan Henderson (USA), Heta Korpivaara (FIN) und Yadira Francis Ferrer (CUB) eine Mannschaft gebildet, die sich für das Top-Four-Turnier qualifizierte und mit dem 8. Platz in der 1. Bundesliga gerade noch in die Play-offs rutschte. In der Saison 2012/13 belegte das Team Platz 6 in der Endtabelle und wurde Vierter im Pokalwettbewerb. In der Saison 2013/2014 belegte das Team den 10. Platz und konnte so knapp den Abstieg vermeiden. Deutlich besser gestaltete sich die Saison 2014/2015, wo sich das Team durch einen vierten Platz das Heimrecht im Play-off-Viertelfinale sicherte.
Am Ende der Saison 2019/20, die coronabedingt vor dem letzten Spieltag abgebrochen wurde, belegte das Team von Trainer Ajtony Imreh den dritten Platz. Herausragende Akteurin der ANGELS, wie das Team seit einigen Jahren genannt wird, war Eigengewächs Luisa Geiselsöder, die im Sommer 2020 von den Dallas Wings gedraftet wurde.

## Erfolge
In der Saison 2010/2011 sowie in der Saison 2023/2024 belegte das Team den 2. Platz im Pokalwettbewerb.

## Namenssponsoren
Seit der Saison 2021/22 firmiert das Team unter dem Namen EIGNER Angels. Frühere Namenssponsoren waren XCYDE, TH Wohnbau (TH Wohnbau Angels), Friendsfactory (Friendsfactory Baskets Donau-Ries), Heli (HELI GIRLS Nördlingen Donau-Ries) und WWK (WWK Donau-Ries).

## Bekannte Bundesliga-Spielerinnen

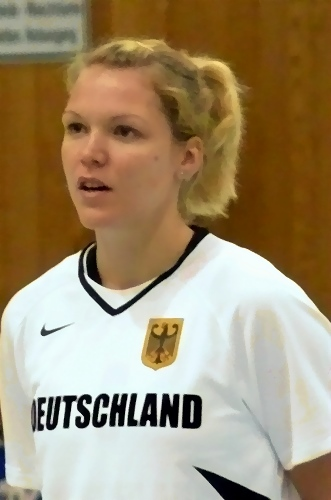
Dorothea Richter

- Dorothea RichterDorothea Richter jetzt beim Zweitligisten Hannover
- Corry Berger jetzt bei Jahn München
- Sabine Loewe hat die Karriere beendet
- Cornelia Janzon: Im Januar 2009 meldete der Verein die Verpflichtung der Nationalspielerin, die im April 2009 den Verein wieder verlassen hat
- Alexandra Müller verließ den Verein 2009
- Annika Danckert löste den Vertrag im Frühjahr 2010 auf
- Aljaksandra Tarasava belarussische Nationalspielerin
- Linda Lehtoranta Finnische Nationalspielerin
- Dimana Georgieva Bulgarische Nationalspielerin
- Fanny Szittya Deutsche Nationalspielerin
- Amanda Rego
- Morgan Henderson
- Nayo Raincock-Ekunwe
- Samantha Hill
- Luisa Geiselsöder
- Leslie Vorpahl